# Inbjudan till Bohuslän
"Inbjudan till Bohuslän", med inledningsorden "Som blågrå dyning bohusbergen rullar", är en visa av Evert Taube. Den publicerades första gången 1943 i samlingen Ballader i Bohuslän – diktade, tonsatta och illustrerade av Evert Taube. 
Handlingen i sången tilldrar sig liksom i "Huldas Karin" och "Här är den sköna sommar" hos familjen Johansson på Ängön. Det är också Huldas Karin, Karin Johansson, som bjuder in Rönnerdahl, Taubes alter ego, att upptäcka Bohuslän: 
"Ja kom och se vårt Bohuslän om våren, du Rönnerdahl, som äger blick för färg. Här går på vinröd ljung de svarta fåren och rosa skyar över druvblå berg."
Eva Jarnedal, dotter till sångerskan i visan Karin Johansson, spelade med sin musikgrupp Öbarna in sången 1985. Låten låg på Svensktoppen i två veckors tid 1987.